# Nicolas Ruwet
Pour les articles homonymes, voir Ruwet.
Nicolas Ruwet, né le 31 décembre 1932 à Saive (Belgique) et mort le 14 novembre 2001 à Paris 12e, est un linguiste franco-belge.

## Biographie
Après des études de philologie romane à l'université de Liège, et de linguistique au Massachusetts Institute of Technology (MIT), Nicolas Ruwet est chercheur au Fonds national de la recherche scientifique belge, puis professeur à l'université de Vincennes (Paris-VIII).
On lui doit d'importants travaux de grammaire générative sur divers problèmes de syntaxe du français (passif, montée du sujet, causatif, contrôle, adverbes, impersonnel, extraposition, phrases copulatives, etc.), qui sont à l'origine de nombreuses recherches. Il est aussi l'auteur de quelques études sur l'épistémologie de la grammaire générative. Ses dernières années d'activité heuristique se sont situées à l'interface lexique-syntaxe, avec notamment l'étude des verbes psychologiques et météorologiques et des constructions pronominales.
On doit aussi à Nicolas Ruwet des travaux de musicologie et de poétique.
En musique, son grand article « Méthodes d'analyse en musicologie » (1966, repris dans Langage, musique, poésie), s'inspirant des travaux du linguiste Roman Jakobson, montre que la musique est sujette à des parallélismes formels (rythmiques et/ou mélodiques) et en tire les principes de base d'une nouvelle méthode d'analyse musicale.
En poétique, on lui doit principalement un nouveau modèle théorique du discours poétique, basé sur les notions d'équivalence, de déviation et d'effet de sens, et formulé pour la première fois dans un article de 1975, « Parallélismes et déviations en poésie » (in J. Kristeva, J.-C. Milner & N. Ruwet (éds.), Langue, discours, société. Pour Émile Benveniste, Paris, Seuil, p. 307-351).
En dehors de sa propre activité de recherche, Ruwet a consacré beaucoup de son temps et de son énergie à faire connaître les travaux et les œuvres qu'il estimait. Il a ainsi joué un rôle primordial d'animateur de la recherche linguistique en France. On lui doit notamment :
- la traduction de divers essais de Roman Jakobson sous le titre Essais de linguistique générale (1963), qui le fait connaître ;
- la publication, en 1966, des Problèmes de linguistique générale d'Émile Benveniste[3] ;
- la même année, la participation à la création de la revue Langages (Larousse) ;
- l'introduction du programme chomskyen dans les pays francophones, avec son livre Introduction à la grammaire générative (1967), qui le rend célèbre[4] ;
- la participation à la création de la revue Semiotica (1969) ;
- en 1972, la participation à la création de la revue Recherches linguistiques (aujourd'hui Recherches linguistiques de Vincennes) ;
- à partir de 1972, la direction d'une collection de linguistique aux Éditions du Seuil (« Travaux linguistiques »), où ont été publiés notamment Noam Chomsky, Morris Halle, Zellig Harris, Richard S. Kayne, Jean-Claude Milner, Sige-Yuki Kuroda, Benoît de Cornulier, Claude Vandeloise, Pierre Encrevé ;
- dans le domaine de la philosophie politique, la traduction de divers articles de Leo Strauss, dans les revues Poétique (1979) et L'homme (1981).

## Publications
- Introduction à la grammaire générative, Paris, Plon, 1967.
- Langage, musique, poésie, Paris, Editions du Seuil, 1972.
- Théorie syntaxique et syntaxe du français, Paris, Editions du Seuil, 1972.
- Grammaire des insultes et autres études, Paris, Editions du Seuil, 1982.
- Linguistica e Poetica, Bologne, Il Mulino, 1986.
- Syntax and human experience, Chicago/Londres, The University of Chicago Press, 1991.